# Anneau du Vic-Bilh
L’anneau du Vic-Bilh est un fromage au lait de chèvre en forme d'anneau. 
Il est produit à l'est du département des Pyrénées-Atlantiques dans le Vic-Bilh, un pays de l'Adour (et du Sud-Ouest en France).  

## Caractéristiques
L'anneau du Vic-Bilh doit être affiné au moins 10 jours. Il pèse généralement de 200 à 250 grammes et mesure 10 centimètres de diamètre pour 2 centimètres de hauteur. 
Il doit être produit en agriculture biologique et bénéficie du label AB.